# Phanerosorus
Phanerosorus, rod papratnica iz porodice Matoniaceae, dio reda Gleicheniales. Postoje dvije vrste iz Bornea, Moluka i Nove Gvineje.

## Vrste
1. Phanerosorus major Diels
2. Phanerosorus sarmentosus (Baker) Copel.